# آرتور لیتوینچوک
آرتور لیتوینچوک (بلاروسی: Артур Сяргеевiч Літвінчук؛ زادهٔ ۴ ژانویه ۱۹۸۸) قایقران کانو اهل بلاروس است.
وی در مسابقات کشوری و بین‌المللی در مجموع برندهٔ ۲ مدال طلا، ۱ مدال نقره شده‌است.